# Rubovietnamia
Rubovietnamia là một chi thực vật có hoa trong họ Thiến thảo (Rubiaceae).

## Loài
Chi Rubovietnamia gồm các loài: